# Erbbegräbnis der Familie Bohm

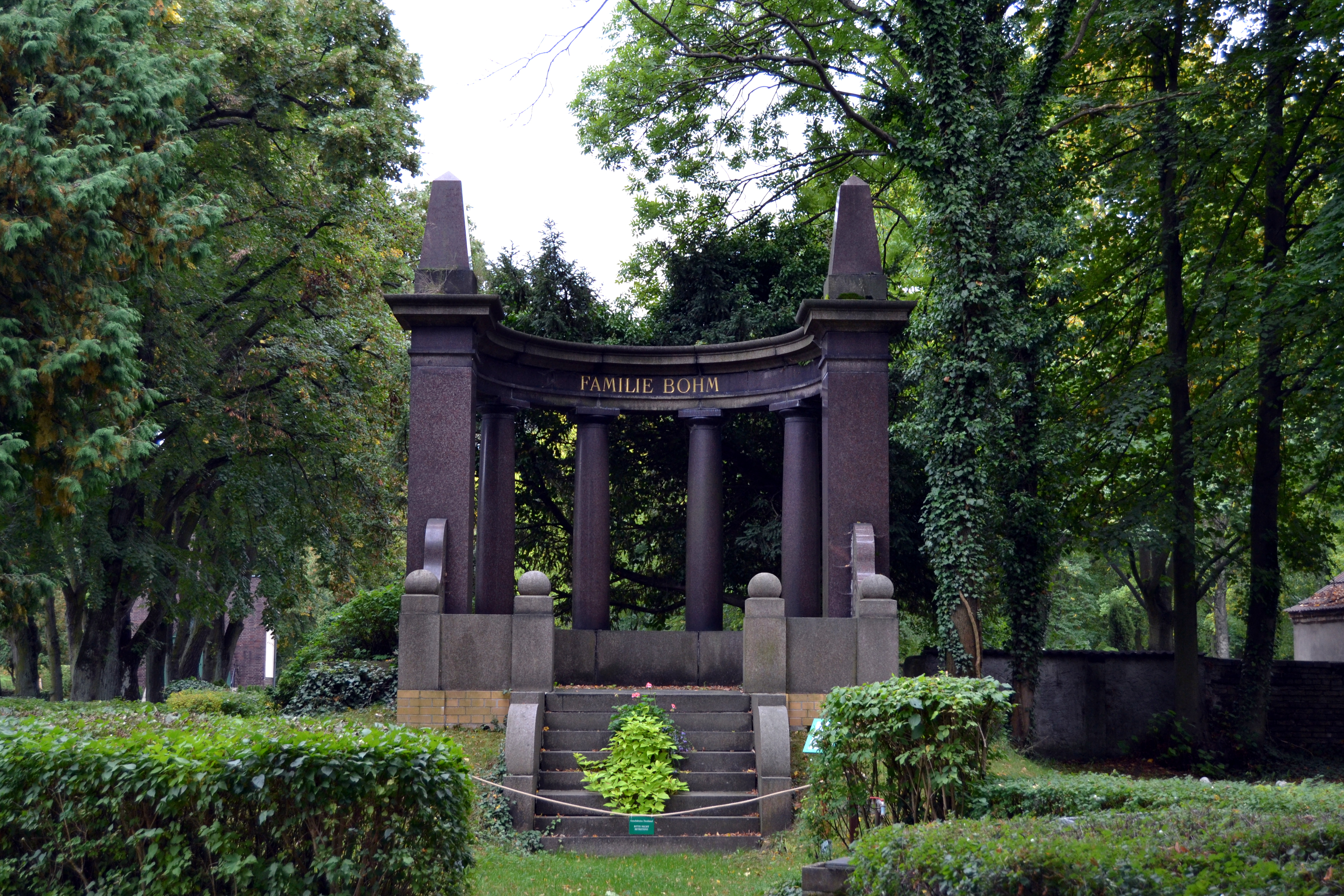
Das Grabmal in frontaler Sicht.

Das Erbbegräbnis der Familie Bohm ist ein mausoleumsartiges Grabmal auf dem Evangelischen Friedhof Fredersdorf-Süd. Seit 2010 ist es ein Baudenkmal des Landes Brandenburg. Es gilt in künstlerischer wie auch in bauhistorischer Sicht als ein herausragendes Beispiel der Grabarchitektur der Region aus dem späten 19. Jahrhundert.

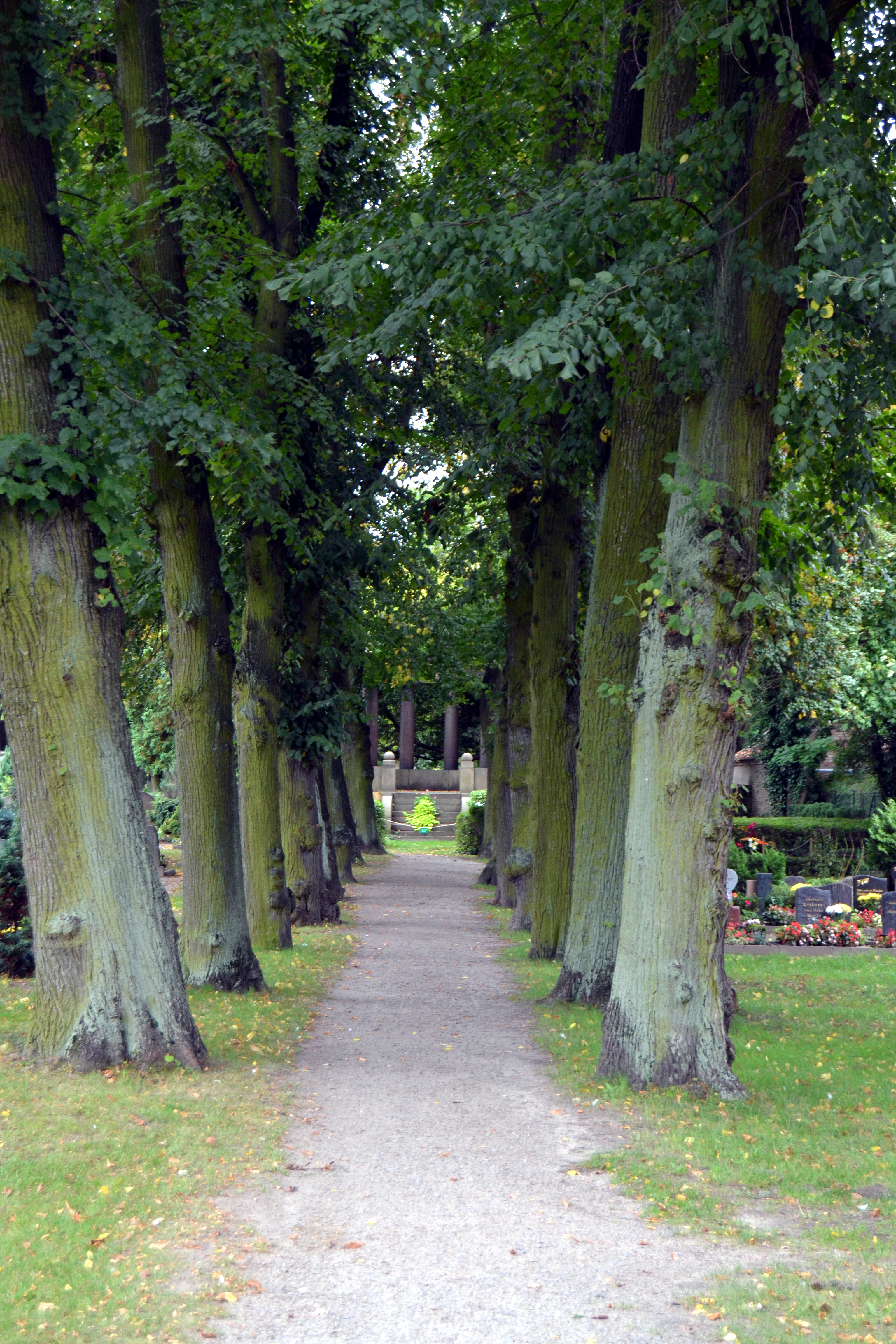
Lindenallee mit dem Grabmal am Ende des Weges.

## Geschichte
Nachdem im Jahr 1883 der 72-jährige Fabrikant und Unternehmer Carl Gottlob Bohm gestorben war, gaben seine Söhne Paul und Otto einen Grabbau in Auftrag, um des größten Arbeitgebers des damals selbstständigen Ortes Fredersdorf, heute zu Fredersdorf-Vogelsdorf, und dessen Familie zu gedenken. Dieser Bau wurde an das Ende der vom Eingang zur Friedhofskapelle führenden kleinen Allee von Lindenbäumen gesetzt, die auf halbem Weg zwischen den beiden Fixpunkten endete. Der Charakter des Friedhofes wurde dadurch massiv verändert, weshalb es zu einer längeren Auseinandersetzung mit dem Gutsbesitzer Verdries kam. Bis dahin hatte es nur kleinere Gräber sowie größere Erbbegräbnisse an der Nordost- und der Nordwestmauer gegeben, zudem wurde der direkte Weg zwischen Eingang und Kapelle versperrt. Nach längeren Verhandlungen kam es zu einem Vergleich. 
Seit Anfang 2010 steht das Grabmal samt der Lindenallee und Friedhofskapelle unter Denkmalschutz.
Während die Kirchengemeinde, der der Friedhof untersteht, das Geld zur Renovierung der viel genutzten Kapelle aufbringen konnte, sind derzeit keine Mittel zur Instandsetzung des Grabbaus vorhanden. Der Zugang zum Grabmal ist aus baulichen Gründen gesperrt.

## Beschreibung

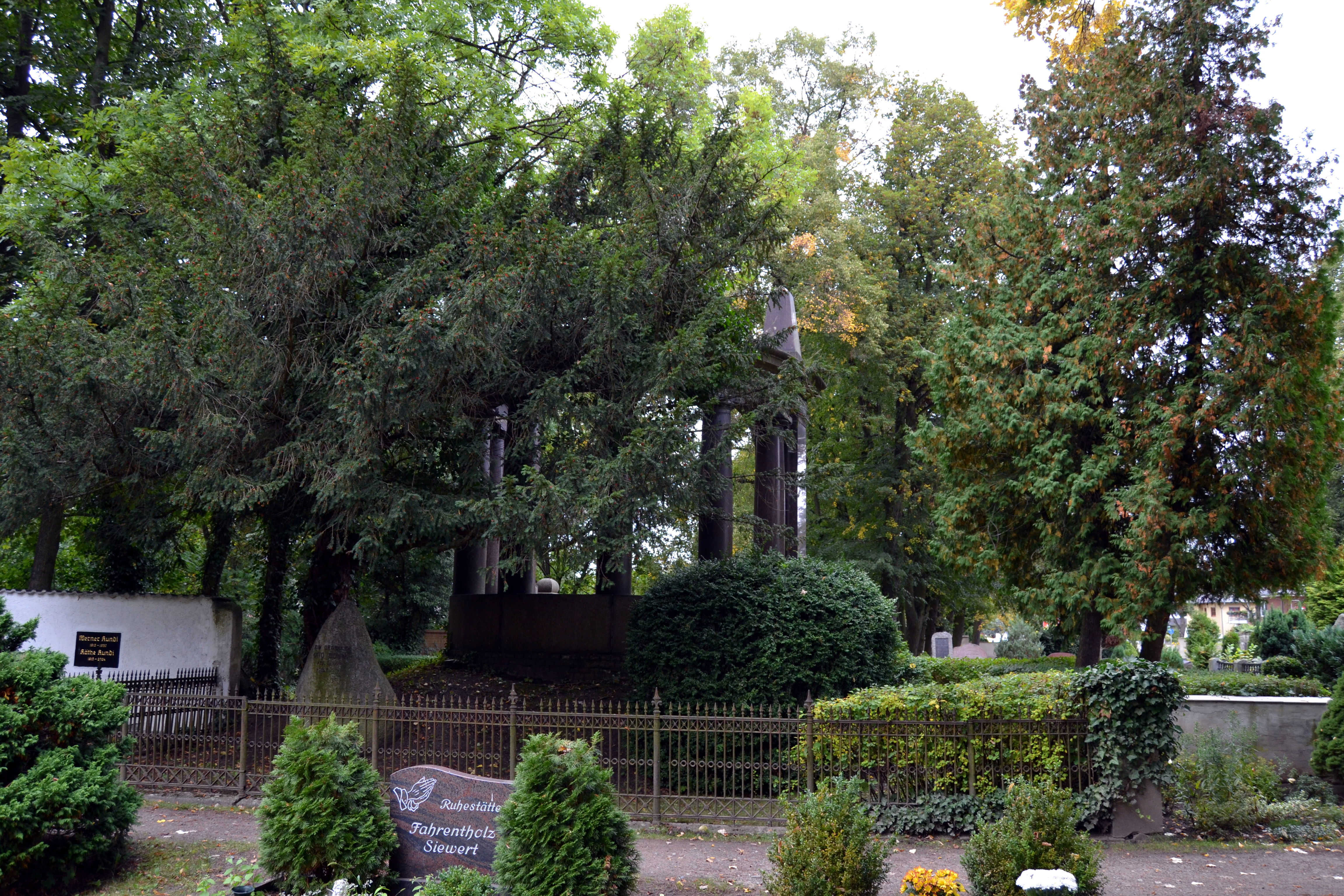
Rückwärtige Sicht mit Gedenkstein für Otto Bohm.

Das Gebäude aus rotem schwedischen Granit hat die Form einer kuppellosen Halbrotunde. Die Seitenbegrenzungen bilden sechs Säulen, vier runde in dorischer Ordnung, die beiden vorderen quadratisch. Sie stehen auf einer durchgängigen Säulenbasis, die oben von einem Gesims abgeschlossen wird, einzig über den beiden vorderen Säulen folgen noch zwei kleinere Obelisken. Auf der Innenseite steht in goldenen Großbuchstaben der Name der Eigner und Nutzer: Familie Bohm. Der gesamte Bau steht auf einem Grabhügel, zum Grabbau führt eine achtstufige Freitreppe. Die glatte Oberfläche ist auf die Nutzung der in der Bohm'schen Fabrik hergestellten Maschinen zur Marmorpolitur zurückzuführen.
Im Inneren stehen zwei Särge und acht Urnen. An der Rückseite findet sich ein weiterer Gedenkstein für Otto Bohm, zudem ist der hintere Bereich mit einem schmiedeeisernen Zaun eingefriedet. 